# Koya Tanio
Koya Tanio (谷尾 昂也 Tanio Koya?, nacido el 29 de mayo de 1992 en Tottori) es un futbolista japonés que se desempeña como delantero.

## Trayectoria

### Clubes
| Club               | País  | Año         |
| ------------------ | ----- | ----------- |
| Kawasaki Frontale  | Japón | 2011 - 2013 |
| Gainare Tottori    | Japón | 2013 - 2014 |
| Vonds Ichihara     | Japón | 2014        |
| Matsue City FC     | Japón | 2015        |
| Saurcos Fukui      | Japón | 2016        |
| Vanraure Hachinohe | Japón | 2017 -      |

## Estadística de carrera

### J. League
| Club              | Año   | J. League | J. League | Copa J. League | Copa J. League | Total | Total |
| Club              | Año   | Part.     | Goles     | Part.          | Goles          | Part. | Goles |
| ----------------- | ----- | --------- | --------- | -------------- | -------------- | ----- | ----- |
| Kawasaki Frontale | 2011  | 0         | 0         | 0              | 0              | 0     | 0     |
| Kawasaki Frontale | 2012  | 0         | 0         | 0              | 0              | 0     | 0     |
| Kawasaki Frontale | 2013  | 0         | 0         | 0              | 0              | 0     | 0     |
| Gainare Tottori   | 2013  | 2         | 0         | -              | -              | 2     | 0     |
| Gainare Tottori   | 2014  | 11        | 0         | -              | -              | 11    | 0     |
| Total             | Total | 13        | 0         | 0              | 0              | 13    | 0     |